# 1287
1287. је била проста година.

## Догађаји
- 17. јануар – Арагонске снаге предвођене краљем Алфонсом III освајају острво Менорку. Он потписује „Сан-Агајзски споразум“ са султаном Абу 'Умаром ибн Саидом 21. јануара. Алфонсо прихвата политику слободне трговине за трговце и њихову имовину. Такође закључује савез против Маринида са Абу Саидом Утманом I, владаром Зајанидског краљевства Тлемсен (данас Алжир).
- Алфонсо III је приморан да направи уступке племству након аристократског устанка (названог Арагонска унија). Конкретно, он додељује својим баронима „Повељу о правима“, познату као Privilegium Generale. Ово оставља наслеђе нејединства и даљег неслагања међу племством, које све више види мало разлога да поштује престо, и доводи Круну Арагона до тачке анархије. Алфонсо, који није задовољан антиројалистичким покретом, приморан је да прихвати Магну Карту (Велику повељу).
- 23. јун – Битка код грофова: Арагонско-сицилијанска флота (око 50 галија) под командом адмирала Роџера од Лаурије побеђује већу анжувинску флоту од 70 галија близу Напуља. Након лажног повлачења, Роџер напада анжувинске галије са свих страна. Током битке, која је трајала већи део дана, анжујска флота је расута, остављајући око 40 галија за заробљавање, заједно са 5.000 заробљеника. Након победе, без икаквог одобрења краља Џејмса II, Роџер склапа примирје са Наполитанцима (који су савезници Анжујских).
- Септембар – Рабан Бар Саума стиже у Париз и прима га краљ Филип IV (Лепи). Проводи месец дана на краљевском двору, током боравка, сам Филип га прати око Свете капеле како би видео колекцију реликвија Страдања покојног краља Луја IX.
- 14. децембар – Огромна олуја и пратећа плима у Северном мору и Ламаншу, позната као поплава Свете Луције у Холандији, убија хиљаде људи и преобликује обалу Холандије и Енглеске. У Холандији се урушава ободна баријера између Северног мора и плитког језера, узрокујући пету највећу поплаву у забележеној историји – која ствара залив Зајдер Зе и убија преко 50.000 људи. Такође омогућава приступ мору Амстердаму, омогућавајући му развој као важног лучког града.
- Зима – Монголска инвазија на Пољску: Монголске снаге (око 30.000 људи) под Талабугом и Ногајским каном, нападају Пољску по трећи пут. Градови Лублин, Сандомирж и Сјерадж су разорени од стране освајача. Ногајски кан опседа Краков и покреће неуспешан напад на утврђени град, претрпевши велике жртве у том процесу.
- Фебруар – Поплава у јужној Енглеској: Велика олуја погађа јужну обалу, што има снажан утицај на Пет лука, од којих су две погођене (Хејстингс и Њу Ромни). Олуја уништава Стари Винчелси на Ромни Маршу и оближњи Брумхил. Ток реке Ротер је преусмерен од Њу Ромнија, који је скоро уништен, чиме је окончана његова улога луке; Ротер уместо тога тече ка мору код Раја – чији су изгледи за луку побољшани. Литица се урушава код Хејстингса, чиме је окончана његова улога трговачке луке и уништен део замка Хејстингс. Нови Винчелси је успостављен на вишем терену.
- 8. јун – Велшке снаге предвођене Рисом ап Маредудом устају у Велсу против краља Едварда I. Иако је Маредуд помагао Енглезима у прошлости, оптужује Едварда да се према њему неправедно опходио због пореза. Побуњеници спаљују неколико градова, укључујући Свонзи и Кармартен. Заузимају већи део Истрада Тивија, срца Дехеубарта (побуна неће бити угушена до 1288. године).
- Лето – Едвард I одговара на велшку побуну подизањем војске код Глостера под командом Едмунда од Алмена. Енглеске снаге опседају замак Дрислвин, што траје три недеље пре него што замак падне након што су зидине поткопане.
- Децембар – Делови Норфолка су поплављени, лука Данвич у Сафоку је додатно разорена.
- Пролеће – Аргун Кан, монголски владар Илканата, шаље амбасаду под Рабаном Бар Саумом са мисијом да склопи војни савез против Мамелучког султаната и заузме град Јерусалим. Путује са великом пратњом (носећи поклоне и писма) и 30 јахаћих животиња од Табриза преко Јерменије до Трапезунда. Бар Саума стиже у Цариград и прима аудијенцију код цара Андроника II Палеолога.
- Март – Мамелучке снаге под султаном Калавуном заузимају Латакију, последњи остатак Антиохијске кнежевине. Градска лука лако пада у његове руке, али браниоци се повлаче у тврђаву на ушћу луке. Коначно, Калавун приморава крсташки гарнизон на предају 20. априла.
- Арагонска флота напада туниска острва Керкена у Габешком заливу.
- Вареру ствара Хантавади краљевство (данашњи Мјанмар) након распада Паганског краљевства. Крунисан је за краља 5. априла и проглашава се независним од Пагана.
- 14. мај – Најан, монголски принц из клана Борџигин, побунио се против власти Кублај-кана. Кублај предводи казнену експедицију против Најана у Манџурији и побеђује његове снаге 16. јула.
- Децембар – Битка код Пагана: Монголске снаге Јуана (око 7.000 коњаника) предвођене Темур Каном побеђују краља Тихатуа из Паганског краљевства. Краљевство се распада и настаје анархија.
- Краљеви Манграи из Краљевства Лана (данашњи Тајланд) и Рам Камхенг из Краљевства Сукотаи пристају на мировни споразум. Успостављају „чврст пакт пријатељства“.
- Италијански град Сијена први пут наплаћује принудни зајам од својих пореских обвезника, што је уобичајена карактеристика средњовековних јавних финансија.
- Вирцбуршки сабор: Кардинал Ђовани Бокамцаза и краљ Рудолф I одржавају црквени сабор у Вирцбургу. Током скупштине, Ђовани објављује опорезивање свештенства ради финансирања Рудолфове експедиције (познате као Италиенцуг) у Рим и царског крунисања.
- Папа Хонорије IV умире након двогодишњег понтификата у Риму. Током своје владавине, покушао је да врати Сицилију у папско вазалство, али се сукобио са краљем Петром III (Великим), који подржава независност Сицилије.